# Енрике Криадо Навамуел
Енрике Криадо Навамуел (на испански: Enrique Criado Navamuel) е испански дипломат и писател.

## Биография
Енрике Навамуел е роден през 1981 г. в Мадрид. Учи право в университета „Комлутенсе“ в Мадрид и във Виенския университет, а след това се присъединява към адвокатската асоциация в Мадрид, но винаги е имал предвид желанието си да стане дипломат, което прави през 2007 г.
След няколко кратки периода, работейки в испанските посолства в Хавана и Лондон, той е назначен за заместник-ръководител на мисията в посолството на Испания в Киншаса в продължение на три години.
Между 2012 и 2015 г. работи като съветник в посолството на Испания в Канбера, а през 2015 г. и 2018 г. е заместник-ръководител на мисията в посолството на Испания в София. 
През 2012 г. е награден с Офицерски кръст на ордена за Граждански заслуги.

## Творчество
Предишните му дестинации и пътувания вдъхновяват първата му книга за туристическа литература – Cosas que no caben en una maaleta (Vivencias de un diplomático novato en el Congo), публикувана през януари 2016 г. от „Аguilar Editorial“, която принадлежи на Редакционна група „Penguin Randomhouse“. Книгата е преведена и публикувана на български език от „Colibri Editorial“.

Следващата му книга е за Балканите. 